# DOS Protected Mode Services
DOS Protected Mode Services (abgekürzt DPMS) ist eine Gruppe von Diensten des DOS-Speichermanagers, über die geringfügig modifizierte DOS-Gerätetreiber, -TSR-Programme und -Anwendungen entweder wie gehabt im konventionellen Speicher ausgeführt werden können oder aber in den erweiterten Speicher verschoben und dort im 16-Bit- oder 32-Bit-Protected-Mode von x86-Prozessoren ausgeführt werden können. Zur Kommunikation mit der konventionellen DOS-Umgebung verbleibt ein kleiner Teil des Programmcodes im Real-Mode-Adressraum.

## Geschichte und Verwendung
Ursprünglich von Novell für das von Digital Research erworbene DR DOS in Version 7 – „Novell DOS 7“ – entwickelt, wird DPMS auch nach dem Verkauf an Caldera in allen späteren Versionen von DR-DOS und von Treibern und Diensten wie DELWATCH, NWCACHE, NWCDEX, dem PNW SERVER sowie manchen Ausgaben von DRFAT32, LONGNAME und DEBUG unterstützt.
Aber auch in IBM PC DOS ab Version 7.0 findet sich DPMS, sowie bei verschiedenen Programmen von Drittanbietern wie Stacs Stacker ab Version 4.0, einigen PCMCIA-Treiberstapeln und DIVA-CAPI-Treibern. Kompatibel mit DOS und DOS-basiertem Windows (bis Windows 3.x und Windows 9x) wird es z. B. auch von Helix CLOAKING und Logitech-Maustreibern unterstützt.